# Cabeço do Meio
O Cabeço do Meio é uma elevação portuguesa localizada no concelho da Madalena, ilha do Pico, arquipélago dos Açores.
Este acidente geológico tem o seu ponto mais elevado a 442 metros de altitude acima do nível do mar e encontra-se nas imediações do Cabeço do Ferrobo, do Cabeço do Évora e da Ribeira do Carvalhal.